# ウィキペディアとCOVID-19パンデミック

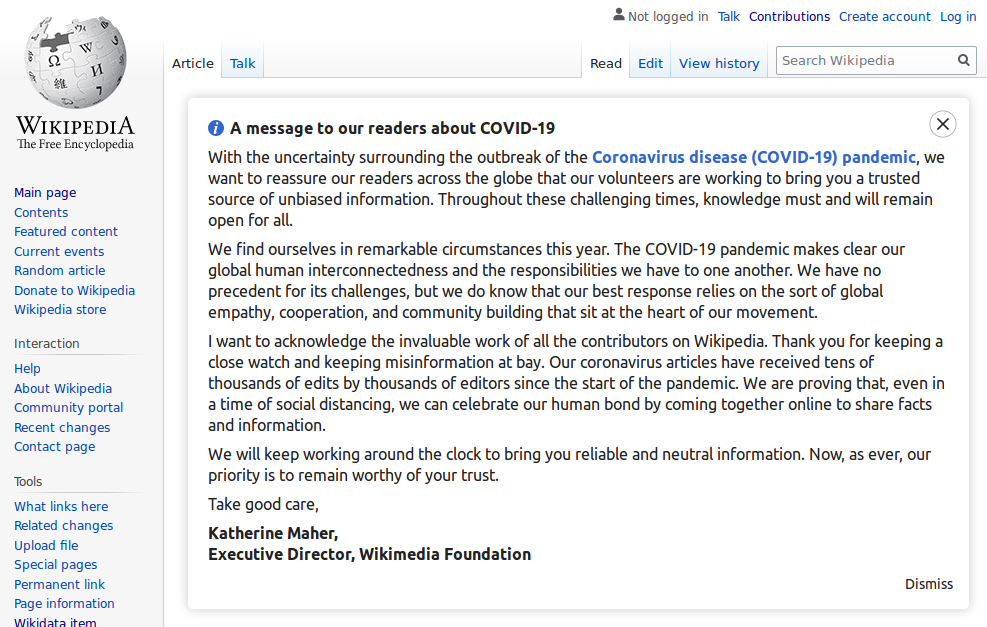
ウィキメディア財団の当時の事務局長・キャサリン・マーが英語版ウィキペディアの読者に送ったCOVID-19に関するメッセージ

ウィキペディアとCOVID-19パンデミック（ウィキペディアとコビッド19パンデミック）では、ウィキペディアにおける新型コロナウイルス感染症（COVID-19）のパンデミックの扱いについて記述する。このパンデミックは多数の言語のウィキペディアで広範囲かつリアルタイムで取り上げられた。この対象は、トピック自体の様々な側面に関する多数の詳細な記事や、パンデミックの影響を考慮して修正された多数の既存の記事にまで及んだ。ウィキペディアや他のウィキメディア・プロジェクトにおけるパンデミックに関する記述、そしてボランティアによるコミュニティがそれを成し遂げた方法は、その包括性・信頼性・速さにより、メディアからの注目を集めた。パンデミックの間、読者数は増加した。

## ウィキペディア
ウィキメディア財団は、2019年12月1日から2020年12月18日までの間に、全ての言語版のウィキペディアでCOVID-19に関連する記事が6950件作成され、9万7088人の編集者によってこれらの記事に98万3395回の編集が行われたと報告した。さらに、同じ期間でCOVID-19関連の記事は全ての言語版のウィキペディアで合計5億7919万316回閲覧された。2021年に『ネイチャー』に掲載された研究によると、パンデミックが始まってから、ほとんどのウィキペディアで編集回数が大幅に増加したという。英語版ウィキペディアのような規模の大きいウィキペディアではより多くの人が新たに参加したため、パンデミック初期は過去3年で最も編集が活発になった。
ある調査では、2020年1月から5月までのCOVID-19パンデミックに関する記事は、信頼できる情報源と高品質の学術研究を参照していることが判明した。2020年12月の調査では、COVID-19関連の文献のうち約2%がウィキペディアで参照されていたことが示された。
2020年3月中旬、ジャーナリストのノーム・コーエンは、パンデミック関連の記事に対する編集者の取り組みは、「ウィキペディアも良心を育んだ」ことを実証したと述べた。コーエンは、パンデミックに関する誤情報と戦うウィキペディアの努力が他のいくつかの主要なウェブサイトとどのように異なっているかを説明し、「TwitterやFacebookなどが誤情報に対し、より効果的に対処することを学べなければ、ウィキペディアはインターネットにおける最良の場として最後まで残ることになるだろう」と見解を述べた。
COVID-19パンデミックの間、ウィキペディアは読者数が増加した。2020年4月の『ドーン』の記事によると、パンデミックが始まった2019年12月に武漢市での症例が報告されたとき、ウィキペディアではCOVID-19関連のページが1時間あたり163回編集されていたという。2021年11月時点では、188の言語版のウィキペディアにおいてパンデミック関連の記事が合計で約7000件存在していた。

世界保健機関がウィキペディアに提供した、5G、特にCOVID-19関連の誤情報に関するインフォグラフィック

『ハアレツ』のオメル・ベンヤコブは「なぜウィキペディアはコロナウイルスの影響を受けないのか」という記事において、「ウィキペディアは不安を和らげる役割を果たした。COVID-19の情報を得るための頼りになる情報源となるくらいだ」と記した。編集者は誤情報を取り除くことに熱心に取り組んでいる。世界保健機関はウィキメディア財団と協力し、COVID-19に関する誤情報に対抗するために、COVID-19に関するインフォグラフィックなどのフリーコンテント資料を与える活動に取り組んでおり、将来的には他の感染症についても同様のことを行う予定であることを発表した。
2020年8月、ワシントン大学情報学部教授のジェヴィン・ウェストは、ウィキペディアはCOVID-19を「全体的に見て、並外れてうまく」扱っていると述べた。2021年1月、BBCは2020年に何百人ものウィキペディア編集者によってパンデミックのあらゆる側面がカバーされたと述べた。
2021年6月、CNETのジャクソン・ライアンは、COVID-19の起源が武漢市の研究所であるという仮説に関するウィキペディアの「終わりなき戦い」について報じた。この報道によると、自説を強化し疑わしい情報源を推し進めるために「ソックパペット」と呼ばれる自作自演アカウントを作成する編集者や、中国政府がこの仮説に関する議論を抑圧しているという懸念を、決定的な証拠を提示せずに表す編集者もいたという。2021年7月、イギリスの科学ライター・マット・リドレーは、ウィキペディアが「ウイルスが武漢の研究所から漏洩したという可能性について言及することを長い間禁止してきた」と批判した。リドレー自身は、研究所漏洩説の支持者であった。
2021年7月、作家のレネ・ディレスタは『アトランティック』の記事で、アメリカ政府の誤情報に対する取り組みのために「国民とコミュニケーションをとるためのより良いシステム」が必要であると述べている。ディレスタは、これがどのように行われるべきかを示す良い見本としてウィキペディアに言及し、「クラウドソーシングの参照サイトは、想像する限りほぼ全ての主題に関する現在の知識を最も基本かつ簡潔な要約となる」として、このアプローチにより「個別のプレスリリースよりもはるかに完全で最新の」情報が得られるようになるだろうと述べた。
2021年8月、ウィキペディア共同創設者のジミー・ウェールズは『アルジャジーラ』の記事で、「COVID-19パンデミックが生活を変えた時、ウィキペディアのボランティア編集者は誤情報に対抗するためにリアルタイムで行動し、188の言語と全ての大陸にわたって、世界中で科学に基づいた健康に関する情報源にアクセスできるようになった。オープンで分散型のモデルを通して、ウィキペディアンは比類なき量の正確で生命を守るコンテンツを作り上げた」と述べた。

### 英語版ウィキペディア

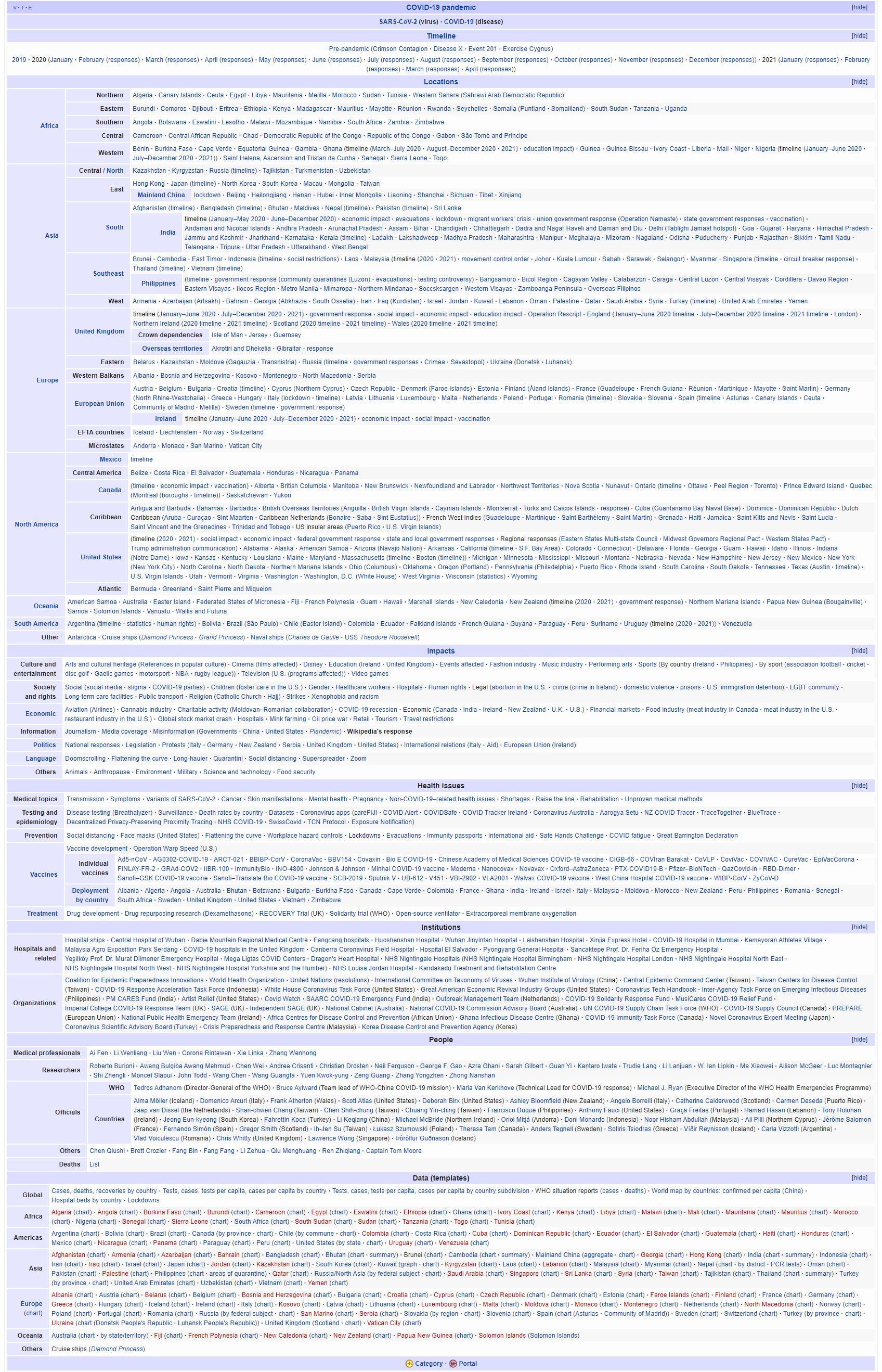
COVID-19パンデミック関連の記事を集めた英語版ウィキペディアのテンプレート（2021年4月3日時点）

『ニュー・リパブリック』によると、英語版ウィキペディアの記事 "COVID-19 pandemic"（新型コロナウイルス感染症の世界的流行 (2019年-)）は作成から1年後、約8600万回の累計閲覧数を記録し、他の記事からの内部リンクは約3万2000件に及んだという。2023年2月時点で、英語版ウィキペディアのこれまでで最も閲覧されたページのランキングでは "COVID-19 pandemic" が65位となっており、生命に関するこれまでで最も閲覧された記事のランキングでは "Coronavirus"（オルトコロナウイルス亜科）が5位となっている。
2020年1月5日に中国の利用者によって "2019–2020 China pneumonia outbreak" というウィキペディアの記事が作成され、これが後に英語版ウィキペディアにおけるパンデミックの主記事となった。その後、"Severe acute respiratory syndrome coronavirus 2" と "Coronavirus disease 2019" というページが作成された。2月9日までに、主記事は約1200人の編集者によって6500回以上編集され、パンデミックに関する主要なウィキペディアの記事6つは1800万回以上閲覧された。その他の初期のページには、国・地域ごとのパンデミックの状況（COVID-19 pandemic by country and territory）、タイムライン（Timeline of the COVID-19 pandemic）、外国人嫌悪と人種差別に焦点を当てた記事（Xenophobia and racism related to the COVID-19）などがあった。食用コウモリ（Bat as food）、コロナビール（Corona (beer)）、重症急性呼吸器症候群（SARS）（Severe acute respiratory syndrome）、武漢市（Wuhan）のページも編集回数が増加した。
パンデミックが拡大するにつれて、編集者はウィキペディアに次々と追加される新情報や誤情報に迅速に対応するために取り組んだ。ウィキペディアの情報はデータの視覚化に利用され、RedditやTwitterなどのソーシャルメディアで共有された。3月19日までに、パンデミックの主記事には2100人以上の編集者が投稿した。

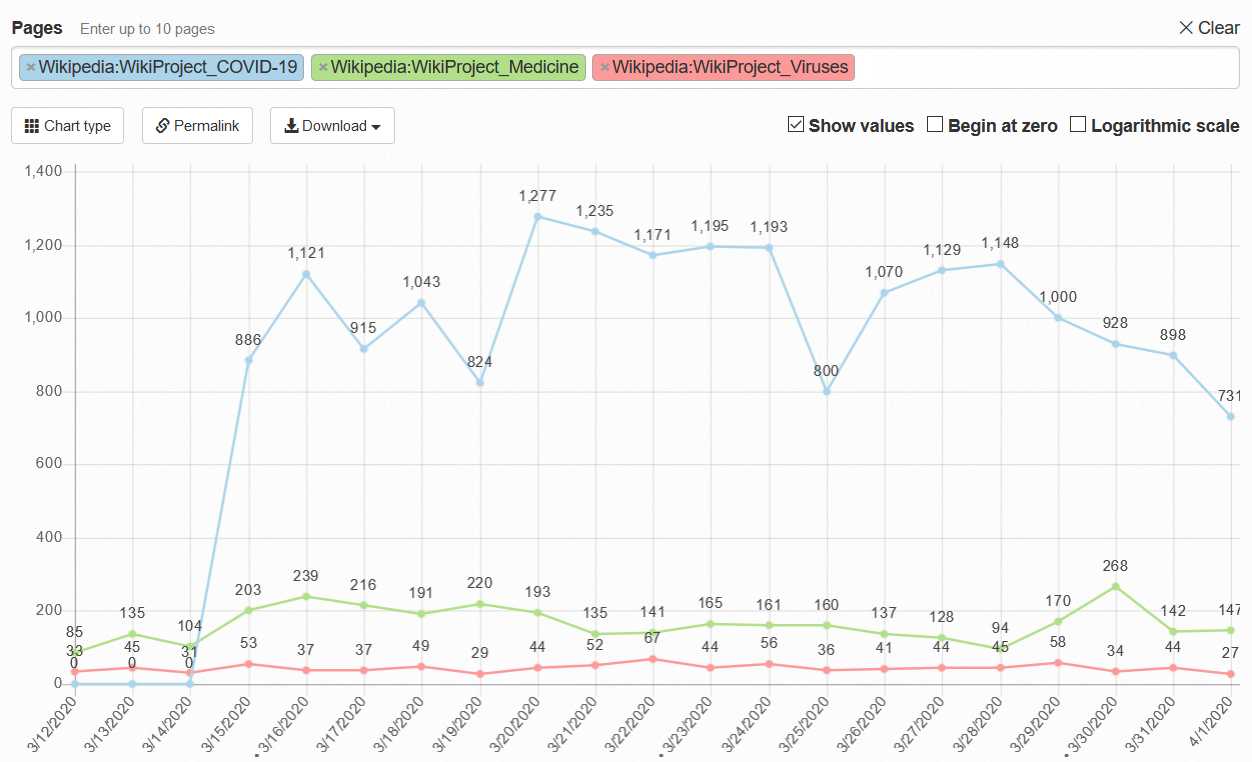
ウィキプロジェクト「COVID-19」「Medicine」「Viruses」の閲覧数（2020年3月）

ウィキプロジェクトとして知られる編集者のグループは、英語版ウィキペディアのパンデミック記事の管理、記事の変更の監視、フィードバックの提供、厳格な情報源の品質基準の強化、記事を他言語のウィキペディアの翻訳する作業を促進した。この病気とパンデミックに特化した新しいウィキプロジェクトには、2020年3月末までに90人の参加者がいた。これらのプロジェクトに関与した著名なウィキペディア編集者にはジェームズ・ハイルマン、ジェイソン・ムーアなどがいる。
2020年4月に "2020 Tablighi Jamaat COVID-19 hotspot in Delhi" という記事が削除されると、一部のTwitterユーザーが、ウィキペディアは記事を削除することで金銭を受け取っていると非難した。『WIRED』のオメル・ベンヤコブは、削除される前の記事には、インドでの病気の蔓延は地方のイスラム教徒コミュニティが原因であるというイスラム恐怖症的な主張や、地方の医療センターのイスラム教徒が「看護師に淫らな行為をし、病院スタッフに唾を吐き、さらには病院の廊下で排便しているのが見つかった」という主張が含まれていたと報じている。プロジェクトの共同創設者ジミー・ウェールズはこれに反応し、その記事は「信じられないほど下手に書かれており、情報源が全くなかった」として、ウィキペディアは記事の削除に対して金銭を受け取っていないと答えた。
2020年3月下旬、"COVID-19 pandemic in Pakistan" は1日あたりの閲覧数が8万から10万に急増し、その月で最も閲覧数の多いページのランキングで72位となった。4月初頭、ウィキメディア・プロジェクトは24時間で6億7300万回閲覧され、過去5年間で最高記録となった。その時点で英語版ウィキペディアには283件のCOVID-19関連記事があり、主記事は1万7000回以上編集され、2000万回以上閲覧されていた。パンデミックに関する記事は2020年4月23日までに2億4000万回閲覧され、パンデミックの誤情報に関する記事は1日あたり1万4000回閲覧された。2021年11月の調査では、COVID-19による規制の影響で、英語版ウィキペディアへの投稿数は20％増加したことが判明した。

### ドイツ語版ウィキペディア
ドイツ語版ウィキペディアでは、中国で感染が拡大しつつあった2020年1月からパンデミックについて執筆され始めた。パンデミックに関する主記事とドイツでの感染拡大に関する記事は、2020年3月時点でそれぞれ1日あたり約15万回、約10万回閲覧されていた。

### インドの諸言語

ウルドゥー語版ウィキペディアにおけるウィキプロジェクト COVID-19のロゴ

2020年3月時点で、ウィキペディアにはベンガル語、ボージュプリー語、ヒンディー語、カンナダ語、マラヤーラム語、オリヤー語、タミル語、テルグ語、ウルドゥー語といったインドの複数の言語でCOVID-19の情報が掲載されている。ウィキプロジェクト 医学の一部門であるSWASTHA（Special Wikipedia Awareness Scheme for the Healthcare Affiliates）は、ジョンズ・ホプキンズ大学、インドの保健・家族福祉省および国家保健庁、世界保健機関と協力して取り組んでいる。
ウルドゥー語版ウィキペディアのCOVID-19の記事は、2020年4月23日までに1万2000回以上閲覧された。オリヤー語版ウィキペディアの月間平均読者数は、2021年以前は約80万人であったが、2021年には約200万人に増加した。ウィキメディアのオリヤー語部門の代表者は、1900件以上の医学記事によって、オリヤー語版ウィキペディアは「インターネット上で最も包括的なオリヤー語の医療コンテンツの情報源」になったと述べた。ウィキペディアのCOVID-19に関する記事が発展したことで、インドではウィキペディアの他のトピックの記事について公の場で論評されるようになった。

### イタリア語版ウィキペディア
ある調査によると、COVID-19パンデミックの間、イタリア語版ウィキペディアではダイエット関連のトピックの閲覧数が増加したことが判明した。

### 日本語版ウィキペディア
日本語版ウィキペディアでは、記事「アベノマスク」の削除依頼が論争に発展した。この言葉は、政府の計画によって配布された再利用可能な布製マスクを指している。この名称は安倍晋三に対する蔑称であるという意見がある一方で、保守系の新聞である『産経新聞』で使用されているという意見もあった。最終的に、コミュニティは削除しないことで合意した。

### スペイン語版ウィキペディア
スペイン語版ウィキペディアのパンデミックの主記事は、コスタリカの編集者によって2020年1月19日に作成された。4月中旬までにこの記事は5000回以上編集され、350件の出典が含まれ、500万回以上閲覧された。当時、この記事は約175人の編集者によって監視されており、1日あたり約8万回閲覧されていた。

## ウィキデータ
ウィキペディアの姉妹プロジェクトである知識ベースのウィキデータは、COVID-19の研究とデータベース化に利用されている。バイオインフォマティクス識別子を識別するプロジェクトであるBridgeDbは、ウィキデータのウィキプロジェクト COVID-19との協力の一環として、ウィキデータから提供された情報からCOVID-19の遺伝子とタンパク質をマッピングするデータベースを作成している。査読付き雑誌『セマンティック・ウェブ』は、ウィキデータをCOVID-19のセマンティック・リソースとして使用することについて、「ウィキデータでCOVID-19のために作成された豊富な知識グラフは、意思決定支援や教育・学術の研究のような目的のために視覚化・調査・分析することができる」と記した。ウィキプロジェクト インドはウィキデータに関するタスクフォースを創設し、国レベル・州レベルの感染拡大の軌跡を描写した中央データベースを作成した。

## ウィキメディア財団
ウィキペディアを含むウィキメディア運動プロジェクトを支援する非営利団体のウィキメディア財団では、ロックダウンの間、職員はリモートワークへと移行した。財団は学校閉鎖を支援するため、リモート教育用のフリー教材を複数公開した。財団の当時の事務局長・キャサリン・マーは、ウィキペディアにおけるCOVID-19関連の記事を改善するため、一人ひとりが協力していくことを奨励した。

### ウィキメディアン・オブ・ザ・イヤー
ウィキメディア財団が毎年開催するウィキメディアン・オブ・ザ・イヤーの2020年と2021年の受賞者は、COVID-19関連のコンテンツへの貢献が評価された。Sandioosesの利用者名で活動するサンディスタ・テイは、「サブサハラアフリカにおけるボランティアコミュニティの発展」に貢献したとして2020年に受賞した。財団のプレスリリースでは、テイが利用者グループのつながりを保ったり、ガーナにおけるパンデミックの影響に関する記事へ投稿したりといった努力が詳述されている。علاءの利用者名で活動するアラー・ナジャールは、「アラビア語版ウィキペディアへの多大な貢献が、ウィキペディアにおける質の高い基準の情報の促進につながる中立性と正確性への配慮と取り組みを表している」として2021年に受賞した。財団のプレスリリースでは、アラビア語版ウィキペディアにおけるCOVID-19関連記事の作成におけるナジャールのリーダーシップ、ウィキプロジェクト 医学への多大な貢献、「彼のコミュニティや世界中において、生命を救う情報への重要なアクセスを提供している」ことを強調している。

## 関連文献
- Andrews, Travis M. (2020年8月7日). “Covid-19 is one of Wikipedia's biggest challenges ever. Here's how the site is handling it.”. The Washington Post.  オリジナルの2020年8月9日時点におけるアーカイブ。 2023年2月4日閲覧。
- Benjakob, Omer; Aviram, Rona; Aryeh Sobel, Jonathan (2022-01-12). “Citation needed? Wikipedia bibliometrics during the first wave of the COVID-19 pandemic”. GigaScience (Oxford University Press) 11 (1). doi:10.1093/gigascience/giab095. PMC 8756189. PMID 35022700.
- “Wikipedia on COVID-19: what we publish and why it matters”. The Signpost.  English Wikipedia (2020年3月29日). 2021年2月23日時点のオリジナルよりアーカイブ。2020年4月22日閲覧。
- Gozzi, N.; Tizanni, M.; Starnini, M.; Ciulla, F; Paolotti, D.; Panisson, A.; Perra, N. (October 2020). “Collective Response to Media Coverage of the COVID-19 Pandemic on Reddit and Wikipedia: Mixed-Methods Analysis”. J Med Internet Res 22 (10):  e21597. doi:10.2196/21597. PMC 7553788. PMID 32960775.
- “Open data and COVID-19: Wikipedia as an informational resource during the pandemic”. The Signpost.   English Wikipedia (2020年4月26日). 2020年4月27日時点のオリジナルよりアーカイブ。2020年4月29日閲覧。
- “Meet some of the women sharing reliable COVID-19 information with the world on Wikipedia”. Medium.  Wikimedia Foundation (2020年4月3日). 2021年3月8日時点のオリジナルよりアーカイブ。2020年4月22日閲覧。
- “Meet the Wikipedia editors fighting to keep coronavirus pages accurate”. The Daily Dot (2020年3月25日). 2021年3月8日時点のオリジナルよりアーカイブ。2020年4月22日閲覧。